# Comitato Olimpico Nazionale dell'Unione Sovietica
Il Comitato Olimpico Nazionale dell'Unione delle Repubbliche Socialiste Sovietiche (in russo Национальный Олимпийский комитет Союза Советских Социалистических Республик, НОК СССР?, Nacional'nyj Olimpijskij komitet Sojuza Soveckich Socialističeskich Respublik, NOK SSSR), noto anche come Comitato Olimpico dell'URSS (in russo Олимпийский комитет СССР?, Olimpijskij komitet SSSR), fu creato nel 1951 e riconosciuto ufficialmente dal Comitato Olimpico Internazionale il 7 maggio dello stesso anno.
Partecipò per la prima volta ai giochi olimpici alla XV Olimpiade di Helsinki del 1952. L'ultima partecipazione della delegazione sovietica fu ai Giochi della XXIV Olimpiade del 1989 a Seul. 
Il comitato olimpico sovietico fu sciolto definitivamente il 12 marzo 1992, tre mesi dopo la dissoluzione dell'URSS.

## Storia
Il processo di inclusione delle organizzazioni sportive dell'URSS nella comunità internazionale iniziò già nel 1946, quando le sezioni pansovietiche di calcio e di sollevamento pesi divennero membri delle federazioni sportive internazionali. Quando fu creato il Comitato Olimpico dell'URSS, gli atleti sovietici erano membri attivi di circa 20 federazioni sportive internazionali. Tuttavia, nonostante l'ingresso nelle federazioni internazionali per gli sport olimpici, gli atleti sovietici non potevano ancora compete nelle Olimpiadi a causa dell'assenza un comitato olimpico nazionale dell'URSS.

### Fondazione

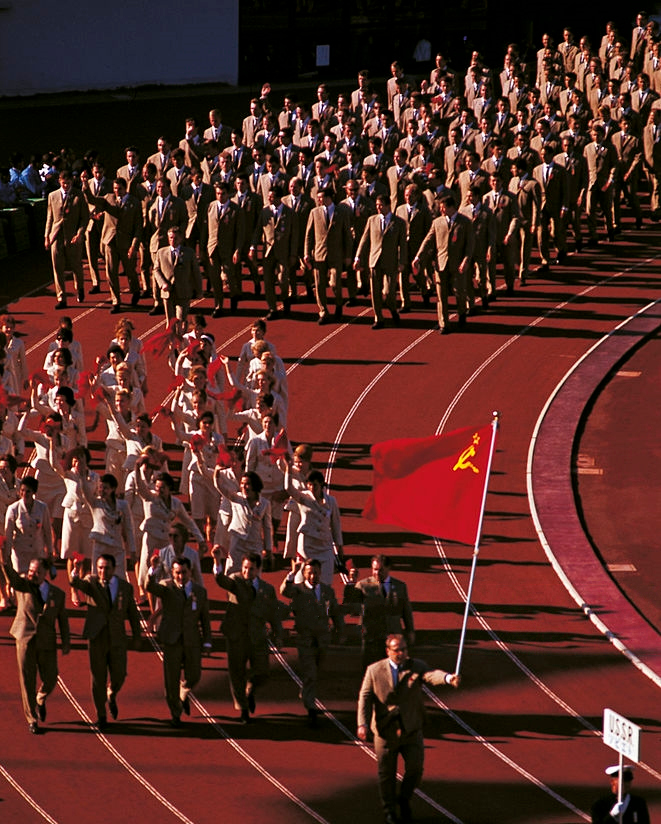
La delegazione dell'URSS alla cerimonia di apertura delle olimpiadi del 1964, guidata da Jurij Vlasov.

Nel 1950, l'URSS accettò l'invito di partecipare ai Giochi della XV Olimpiade di Helsinki. Dopo lunghe discussioni, si decise di creare il Comitato Olimpico Nazionale dell'URSS il 23 aprile 1951 come la prima e unica organizzazione pubblica che rappresentava gli sport sovietici nel movimento olimpico internazionale. Il primo presidente dal 1951 al 1975 fu Konstantin Andrianov.
Il 7 maggio 1951, la 45ª sessione del Comitato Olimpico Internazionale decise di riconoscere il Comitato Olimpico dell'URSS. Durante la discussione, i rappresentanti dei comitati olimpici nazionali di Cecoslovacchia, Polonia, Italia, Belgio, Francia e un certo numero di altri Paesi furono favorevoli al riconoscimento del comitato olimpico sovietico. Nella stessa sessione, Konstantin Andrianov venne eletto rappresentate dell'URSS al Comitato Olimpico Internazionale.

### Partecipazione alle Olimpiadi
Il debutto degli atleti sovietici alle Olimpiadi avvenne nel 1952 ai XV Giochi Olimpici di Helsinki, dove vinsero 22 medaglie d'oro, 30 d'argento e 19 di bronzo (71 medaglie in totale e 2º posto nel medagliere). La prima medaglia d'oro sovietica fu vinta dalla lanciatrice del disco Nina Romaškova.
L'esistenza del Comitato Olimpico dell'URSS e il suo riconoscimento da parte del CIO permise agli atleti sovietici di partecipare a tutti i Giochi Olimpici estivi e invernali tenuti.
Il Comitato olimpico sovietico fu l'organizzatore dei Giochi della XXII Olimpiade a Mosca nel 1980. In risposta al boicottaggio occidentale a seguito dell'invasione sovietica dell'Afghanistan, l'URSS decise di non inviare i propri atleti ai XXIII Giochi Olimpici di Los Angeles nel 1984.
L'Unione Sovietica partecipò in seguito ai Giochi della XXIV Olimpiade del 1988 a Seul.

### Scioglimento
Il 1 dicembre 1989 venne fondato a Mosca il Comitato olimpico panrusso (in russo Всероссийский олимпийский комитет?, Vserossijskij olimpijskij komitet) come organizzazione pubblica indipendente. Furono in seguito fondati (o rifondati) i comitati olimpici delle altre repubbliche sovietiche.
Il Comitato Olimpico dell'URSS cessò di esistere il 12 marzo 1992, in seguito al crollo dell'URSS nel dicembre 1991. Nel 1992, gli atleti delle ex repubbliche sovietiche (ad eccezione di quelle baltiche) parteciparono alle Olimpiadi estive del 1992 di Barcellona e ai XVI Giochi olimpici invernali del 1992 ad Albertville come una squadra unificata dei Paesi della Comunità degli Stati Indipendenti e sotto la bandiera olimpica. Tuttavia, ad entrambi gli eventi presero parte solo le delegazioni di Russia, Bielorussia, Ucraina, Uzbekistan, Kazakistan, mentre le restanti repubbliche parteciparono solo ai giochi invernali.
Il 13 agosto 1992 il Comitato olimpico panrusso assunse la denominazione ufficiale di Comitato Olimpico Russo (in russo Олимпийский комитет России?, Olimpijskij komitet Rossii), riconosciuto ufficialment dal CIO nel 1993 come successore del Comitato olimpico sovietico.
| Nome                                                          | Fondazione | Riconoscimento del CIO |
| ------------------------------------------------------------- | ---------- | ---------------------- |
| Comitato Olimpico Russo                                       | 1989       | 1992                   |
| Comitato Olimpico Nazionale Ucraino                           | 1990       | 1993                   |
| Comitato Olimpico Nazionale Bielorusso                        | 1991       | 1992                   |
| Comitato Olimpico Nazionale della Repubblica Azera            | 1992       | 1993                   |
| Comitato Olimpico Nazionale del Turkmenistan                  | 1990       | 1993                   |
| Comitato Olimpico Nazionale dell'Uzbekistan                   | 1992       | 1993                   |
| Comitato Olimpico Nazionale della Repubblica del Tagikistan   | 1992       | 1993                   |
| Comitato Olimpico Nazionale della Repubblica del Kirghizistan | 1991       | 1993                   |
| Comitato Olimpico Nazionale della Repubblica del Kazakistan   | 1990       | 1993                   |
| Comitato Olimpico Lettone                                     | 1922       | 1991                   |
| Comitato Olimpico Estone                                      | 1923       | 1991                   |
| Comitato Nazionale Olimpico di Lituania                       | 1924       | 1991                   |
| Comitato Nazionale Olimpico Moldavo                           | 1991       | 1993                   |
| Comitato Olimpico Nazionale Armeno                            | 1990       | 1993                   |
| 1.                                                            |            |                        |

## Organizzazione
In conformità con la Carta Olimpica, il NOK SSSR doveva contribuire allo sviluppo del movimento olimpico, della cultura fisica e dello sport nel Paese, all'espansione e al rafforzamento delle relazioni sportive internazionali, doveva formare la squadra olimpica nazionale, inviare atleti alle competizioni olimpiche e monitorare le loro prestazioni ai giochi, fornire finanziamenti, attrezzature, viaggio e alloggio per le squadre alle Olimpiadi. Il Comitato olimpico sovietico collaborava anche con i Comitati Olimpici Nazionali e altre organizzazioni sportive che erano membri di associazioni internazionali riconosciute dal CIO.
Il Comitato Olimpico Nazionale dell'URSS era eletto per un mandato di quattro anni e il suo organo supremo era il plenum, che veniva convocato almeno una volta all'anno. Il Comitato Olimpico dell'URSS comprendeva rappresentanti di tutte le federazioni sportive dell'URSS, dei comitati sportivi dell'URSS e delle repubbliche sovietiche, nonché atleti famosi e personaggi sportivi di spicco. Tra loro c'erano campioni olimpici come il sollevatore di pesi Jurij Vlasov, la ginnasta Sof'ja Muratova, lo sciatore Pavel Kolčin e l'atleta di atletica leggera Vladimir Kuc.

### Presidenti del Comitato olimpico sovietico
- Konstantin Aleksandrovič Andrianov (1951—1977)[7]
- Sergej Pavlovič Pavlov (1977—1983)[7]
- Marat Vladimirovič Gramov (1983—1990)[7]
- Vitalij Georgievič Smirnov (1990—1992)[7]

### Membri del CIO
| Nome                 | Periodo   | Ruolo nel CIO                                                                     | Ruolo nel NOK SSSR                                 |
| -------------------- | --------- | --------------------------------------------------------------------------------- | -------------------------------------------------- |
| Konstantin Andrianov | 1951—1988 | Membro del comitato esecutivo (1962—1974), vicepresidente (1966—1970)             | Presidente (1951—1977), vicepresidente (1977—1988) |
| Aleksej Romanov      | 1952—1971 |                                                                                   |                                                    |
| Vitalij Smirnov      | 1971—2015 | Membro del comitato esecutivo (1974—1982), vicepresidente (1978—1984 e 1986—1990) | Presidente (1990—1992)                             |
| Marat Gramov         | 1988—1992 |                                                                                   | Presidente (1983—1990)                             |